# Santibáñez el Alto
Santibáñez el Alto es un municipio español, en la provincia de Cáceres, Comunidad Autónoma de Extremadura.
Está situado en lo alto de una pequeña montaña, en la cual está construido el castillo de Santibáñez el Alto, en torno al cual se ha desarrollado la localidad.

## Geografía física
El término municipal de Santibáñez el Alto se encuentra situado en el norte de la provincia de Cáceres. Limita con:
- Gata, Torre de Don Miguel y Villasbuenas de Gata al oeste;
- Peñaparda y Villasrubias al noroeste;
- Cadalso y Descargamaría al norte;
- Pinofranqueado, Hernán-Pérez y Villa del Campo al este;
- Calzadilla y Guijo de Coria al sur.

Distancias con principales localidades:
- Cáceres: 108 km.
- Plasencia: 47 km.
- Coria: 37 km.
- Moraleja: 22 km.
- Montehermoso: 20 km.

Distancias con localidades próximas:
- Cadalso de Gata: 7 km.
- Gata: 16 km.
- Calzadilla: 20 km.
- Torre de Don Miguel: 8 km.
- Villasbuenas: 8 km.
- Hernán Pérez: 11 km.

## Historia

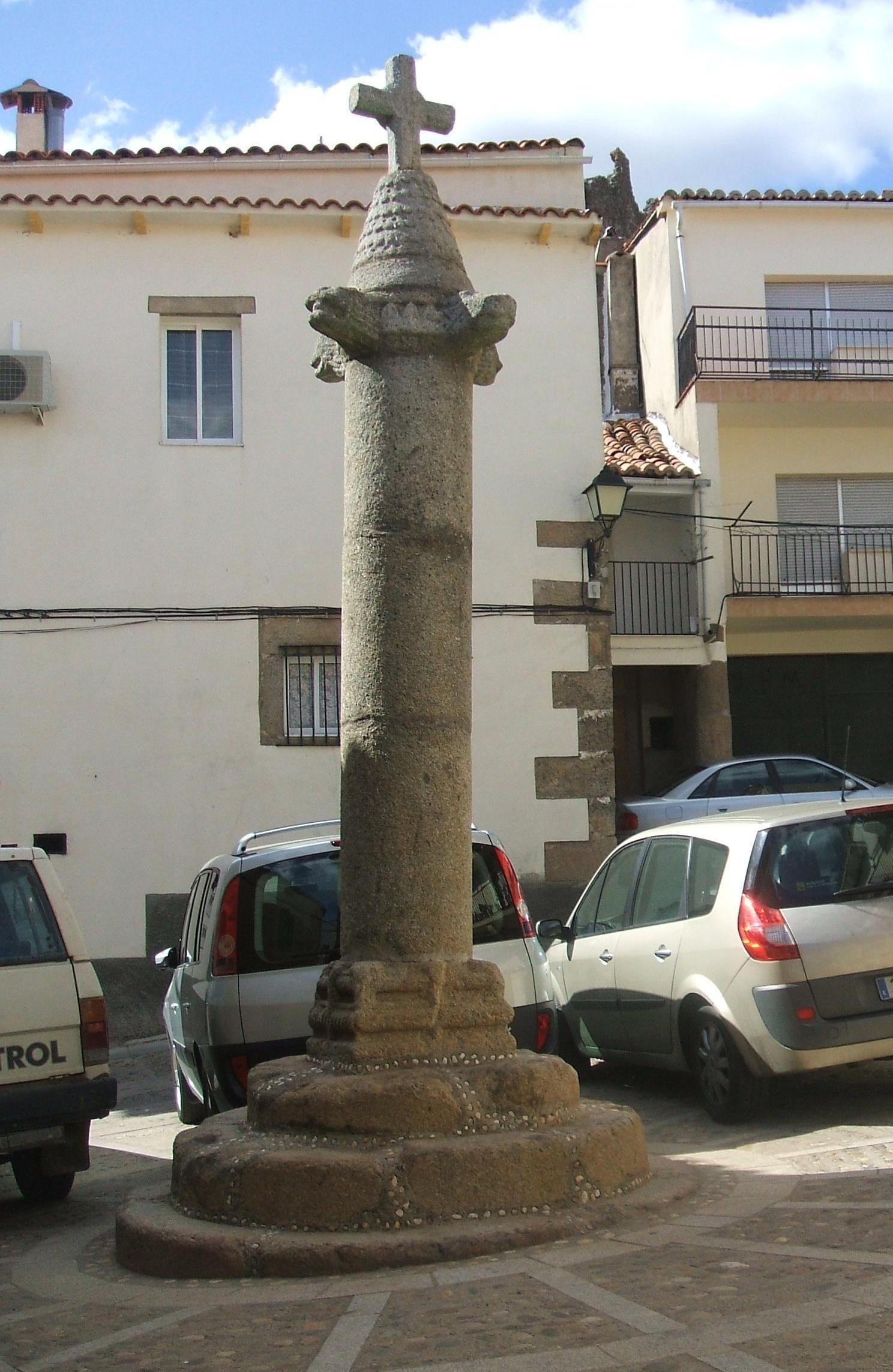
Rollo de Santibáñez el Alto.

De origen en Santibáñez el Alto por los años 800-850 y debe su fundación a la condesa Teudosinda, esposa del conde Grimaldo de ascendencia francesa, huido de la persecución de Carlos Martel y asentado por la extensa zona de la Sierra de Francia y la transierra. La condesa Teudosinda escogió una regular montaña de difícil acceso, en cuya altiplanicie construyó un convento, que puso bajo la advocación de San Juan Bautista, para que reposaran en él los restos de su esposo el conde Grimaldo.
En la Reconquista, el lugar era conocido por el nombre de SantiJoannes de Mascoras o Mascules, y es que Madoz en su diccionario hace una referencia alusiva a que "esta Villa se llamó antigüamente San Juan".  El Obispo de León, Froila, por su testamento otorgado en el año 1002, dio a su Iglesia una heredad en San Juan (In Sancti Joannis) tomando además esta población el apellido Mascoras.
Su nombre actual, Santibáñez el Alto, se debe más a su sentido estratégico y de elevada situación, pues la referida Villa se alza sobre la cúspide de una montaña cónica e inaccesible por todos lados.
Durante el reinado de Alfonso V el Noble (999-1025), la comarca transerrana donde está enclavada la Villa era tierra ocupada por el invasor y únicamente años después en 1050, Fernando I el Grande, conquistaba e incorporaba a sus Estados, la morada ciudad de Bletina (Ledesma), a bien fortificada Palumbaria (Casar de Palomero y la parte Septentrional de la actual)
Encomienda de Santibáñez
Cuando Alfonso IX, rey de León, se dispuso, en 1212, a conquistar la villa de Alcántara, lanzó sus ejércitos a través de Sierra de Gata, y venciendo a la resistencia, consiguió apoderarse de la torre de Almenara y de la fortaleza de Santibáñez.
Creyó entonces el leonés era llegado el momento de recompensar al maestre y frailes del Perero por las tierras de Benito Suárez le había dado pocos años antes para poblar Castel Rodrigo; por cuya razón, y por la ayuda que le acababan de prestar en aquella jornada, les hizo entrega del fuerte de Santibáñez, con todos sus términos y pertenencias, cuya donación comprendía las villas y términos jurisdiccionales de Gata, Villabuenas, Hernán Pérez el campo, Torre de Don Miguel, Cadalson, Villanueva de la Sierra y cuento pertenecía a las entonces aldeas de Torrecilla, Fresno y Pozuelo, si bien es cierto que esta última más tarde pasó al señorío de Galisteo, vinculado a la casa de Osorno.
A raíz de la conquista de Alcántara, el maestre de San Julián del Perero creó la gran encomienda de Santibáñez, una de las más codiciadas de aquel tiempo, dada su enorme extensión territorial. Y a fin de facilitar al comendador, freires y encomendados residentes en la fortaleza la administración de los Santos Sacramentos y el cumplimiento de sus deberes religiosos, concedió a uno de sus clérigos la dignidad de prior de Santibáñez, conocido más comúnmente como prior del Campo, por tener su casa y rentas en esta villa.

## Demografía
Santibáñez el Alto cuenta con una población de 379 habitantes (INE 2024).
| Gráfica de evolución demográfica de Santibáñez el Alto entre 1842 y 2021                                            |
| |
| Población de derecho según los censos de población del INE Población de hecho según los censos de población del INE |

## Patrimonio
En el municipio se encuentran los siguientes monumentos:
- Castillo de Santibáñez el Alto y casco urbano: Santibáñez tiene el castillo más importante de la sierra de Gata, de origen musulmán y cuya antigüedad data del siglo IX.
- Iglesia parroquial católica bajo la advocación de San Pedro Apóstol, a cargo del párroco de Gata, en la diócesis de Coria. Edificio del siglo XV.
- Ermita del Cristo de la Victoria, del siglo XVI.
- Piscina natural: se sitúa en la carretera de Montehermoso, en la parte baja del término.
- Barrio ganadero de Los Pajares o barrio de La Calzada, conjunto de interés patrimonial agrícola declarado BIC como Lugar de Interés Etnográfico.[5]